# Травяная долина
«Травяная долина» (укр. Трав'яна долина) — национальный природный парк, расположенный на территории Львовской области Украины. Парк охватывает бассейн реки Вижница и занимает площадь 5166,6 га.

## Состав
В состав нацпарка «Травяная долина» входят:
- Национальный природный парк «Луки Травяной долины»

Охватывает восточную часть «Травяной долины».
- Национальный природный парк «Лес Баньки»

Красивая часть долины. Здесь нахождении два источника.
- Национальный природный парк «Доли»
- Национальний природный парк «Бабья гора»
- Национальный природный парк «Буберня»

## Биота

### Флора
Флора национального парка насчитывает около 150 видов сосудистых растений. Из них в Красную книгу Украины занесены: Баранец обыкновенный, Белладонна, Рябина глоговина, Эдельвейс альпийский, Сирень венгерская, Гнездовка настоящая, Гроздовник полулунный, Дифазиаструм сплюснутый, Ятрышник мужской, Ятрышник шлемоносный, Башмачок настоящий, Пальчатокоренник пятнистый, Офрис насекомоносная, Подснежник белоснежный, Черемша.

### Фауна
В Красную книгу Украины занесены: Аполлон (бабочка), Белобрюхая белозубка, Усач большой дубовый, Клинтух, Горностай, Плодовый шмель, Дозорщик-император, Трёхпалый дятел, Змееяд, Полевой лунь, Обыкновенная медянка, Водяная ночница, Длинноухая ночница, Европейская норка, Рябчик, Малый подковонос, Подалирий (бабочка), Переливница ивовая, Обыкновенная рысь, Огненная саламандра, Обыкновенная сипуха, Длиннохвостая неясыть, Серый сорокопут, Тетерев-косач, Альпийский тритон, Карпатский тритон, Лесной хорёк, Красный коршун, Чёрный коршун.